# Warren Strelow
Warren Arthur Strelow (* 22. Januar 1934 in St. Paul, Minnesota; † 11. April 2007 in Worcester, Massachusetts) war ein US-amerikanischer Eishockeytorwart und -torwarttrainer. Während seiner Karriere arbeitete er für die Washington Capitals, New Jersey Devils und San Jose Sharks in der National Hockey League, sowie für das US-amerikanische Eishockeynationalteam bei den Olympischen Winterspielen 1980 in Lake Placid und 2002 in Salt Lake City.

## Karriere
Strelow spielte zunächst als Aktiver in der Saison 1959/60 für die Minneapolis Millers und Des-Moines Ice Hawks in der Central Hockey League. Er entschied sich jedoch frühzeitig eine Trainerkarriere zu beginnen.
Seine Trainerkarriere startete der US-Amerikaner an der Concordia Academy in seinem Geburtsort St. Paul als Trainer der American-Football-, Eishockey- und Baseball-Auswahlmannschaft. Es folgten zwei Spielzeiten an der Breck School als Eishockey-Cheftrainer. Danach ging Strelow an die Mahtomedi High School, wo er wiederum die Eishockey- und Baseball-Auswahlmannschaft betreute. Zudem unterrichtete er dort 18 Jahre lang die Fächer Sozialkunde und Englisch. Von 1974 bis 1983 arbeitete Strelow als Torwarttrainer an der University of Minnesota, die in dieser Zeit drei NCAA Division I National Championships gewannen und zweimal Zweiter wurden. Während seiner Zeit an der University of Minnesota scoutete er über acht Jahre hinweg junge Spieler. Zunächst vier Jahre für Teams in der World Hockey Association und danach vier für das Central Scouting Department der National Hockey League.
Durch seine langjährige Tätigkeit als Torwarttrainer wurde Strelow in den Trainerstab des US-amerikanischen Eishockeynationalteams für die Olympischen Winterspiele 1980 in Lake Placid aufgenommen und gewann schließlich als Mitglied des Teams die Goldmedaille. Jim Craig, Torhüter des Nationalteams und von Strelow trainiert, war dabei einer der Schlüsselspieler zum überraschenden Sieg gegen das favorisierte sowjetische Team, dem sogenannten Miracle on Ice, und dem späteren Gewinn der Goldmedaille.
Zur Saison 1983/84 begann der US-Amerikaner ein Engagement bei den Washington Capitals in der National Hockey League und wurde der erste vollzeitbeschäftigte Torwarttrainer in der Geschichte der Liga. Strelow arbeitete bis 1989 bei den Hauptstädtern. Nach einem Jahr Pause arbeitete er für drei Jahre, von 1990 bis 1993 bei den New Jersey Devils, wo er unter anderem Martin Brodeur trainierte. Von 1997 an trainierte Strelow die Torhüter der San Jose Sharks. Selbst eine 2004 durchgeführte Nierentransplantation und ein 2007 erlittener leichter Schlaganfall hielten ihn nicht davon ab seine Tätigkeit weiter auszuführen, und sogar auf das Farmteam der San Jose Sharks, die Worcester Sharks, auszuweiten.
Im Januar 2001 wurde er, erstmals nach 1980, vom US-amerikanischen Eishockeyverband USA Hockey zum Torwarttrainer für die Olympischen Winterspiele 2002 in Salt Lake City benannt. Dort gewann das Team die Silbermedaille.
Strelow verstarb am 11. April 2007 in Worcester, Massachusetts. Am gleichen Tag starteten die San Jose Sharks in die Playoffs der Saison 2006/07. Ihm zu Ehren trugen die Spieler während der Playoffspiele einen Aufnäher mit den Initialen WAS auf ihren Trikots. 2022 wurde er postum mit der Lester Patrick Trophy für seine Verdienste rund um den Eishockeysport in den Vereinigten Staaten geehrt.

## Erfolge und Auszeichnungen
- 1980 Goldmedaille bei den Olympischen Winterspielen
- 2002 Silbermedaille bei den Olympischen Winterspielen
- 2022 Lester Patrick Trophy

## Bekannte, von Strelow ausgebildete Torhüter
| - Craig Billington - Sean Burke - Martin Brodeur (vierfacher Gewinner der Vezina Trophy) - Jim Craig - Thomas Greiss | - Miikka Kiprusoff (Gewinner der Vezina Trophy) - Clint Malarchuk - Jewgeni Nabokow (Gewinner der Calder Memorial Trophy) - Dimitri Pätzold - Vesa Toskala |